# Biografielijst Nz

## Nza

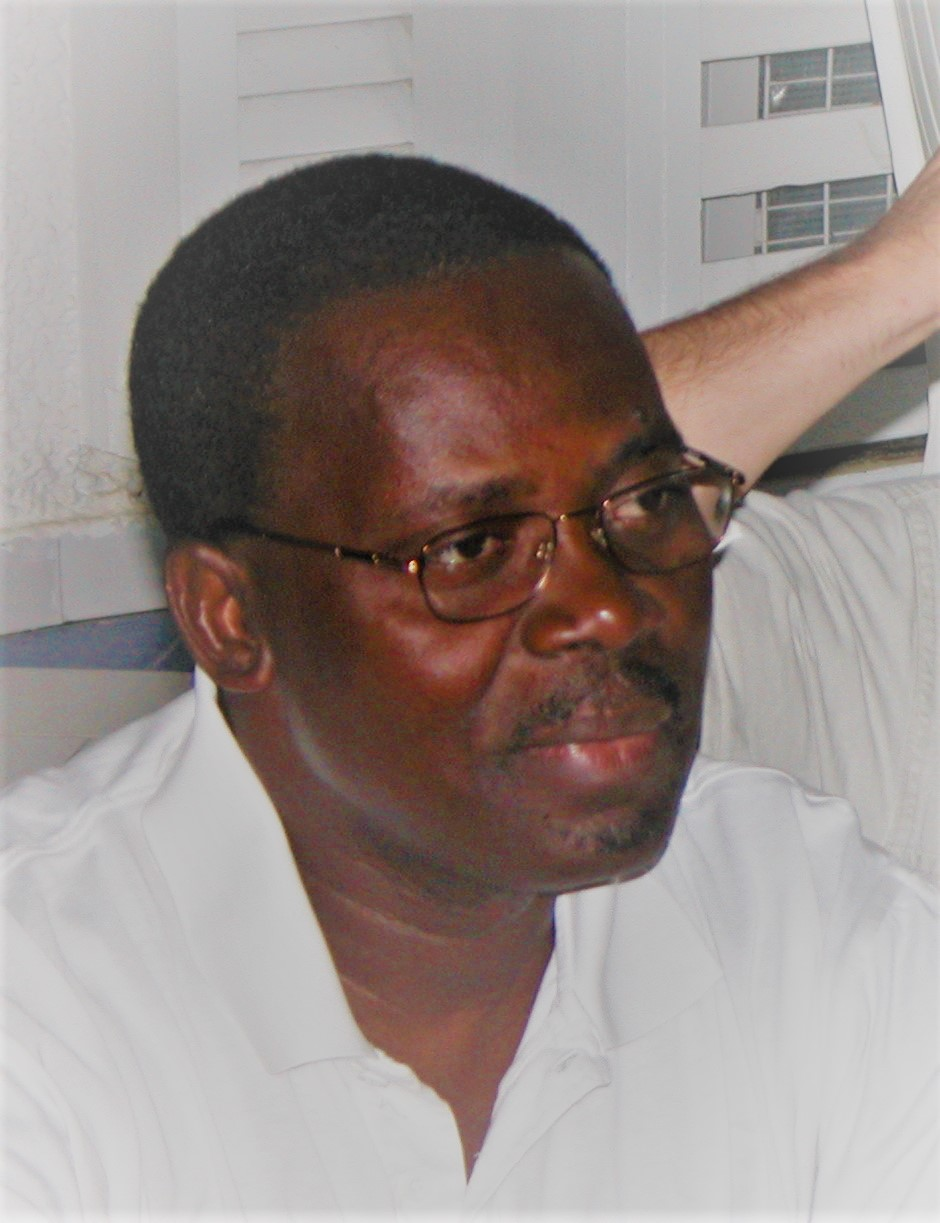
André Nzapayéké

- André Nzapayéké (1951), politicus van de Centraal Afrikaanse Republiek

## Nzo
- Charles N'Zogbia (1986), Frans voetballer
- Jérôme Efong Nzolo (1974), Belgisch-Gabonees voetbalscheidsrechter